# Aue (Eschweiler)

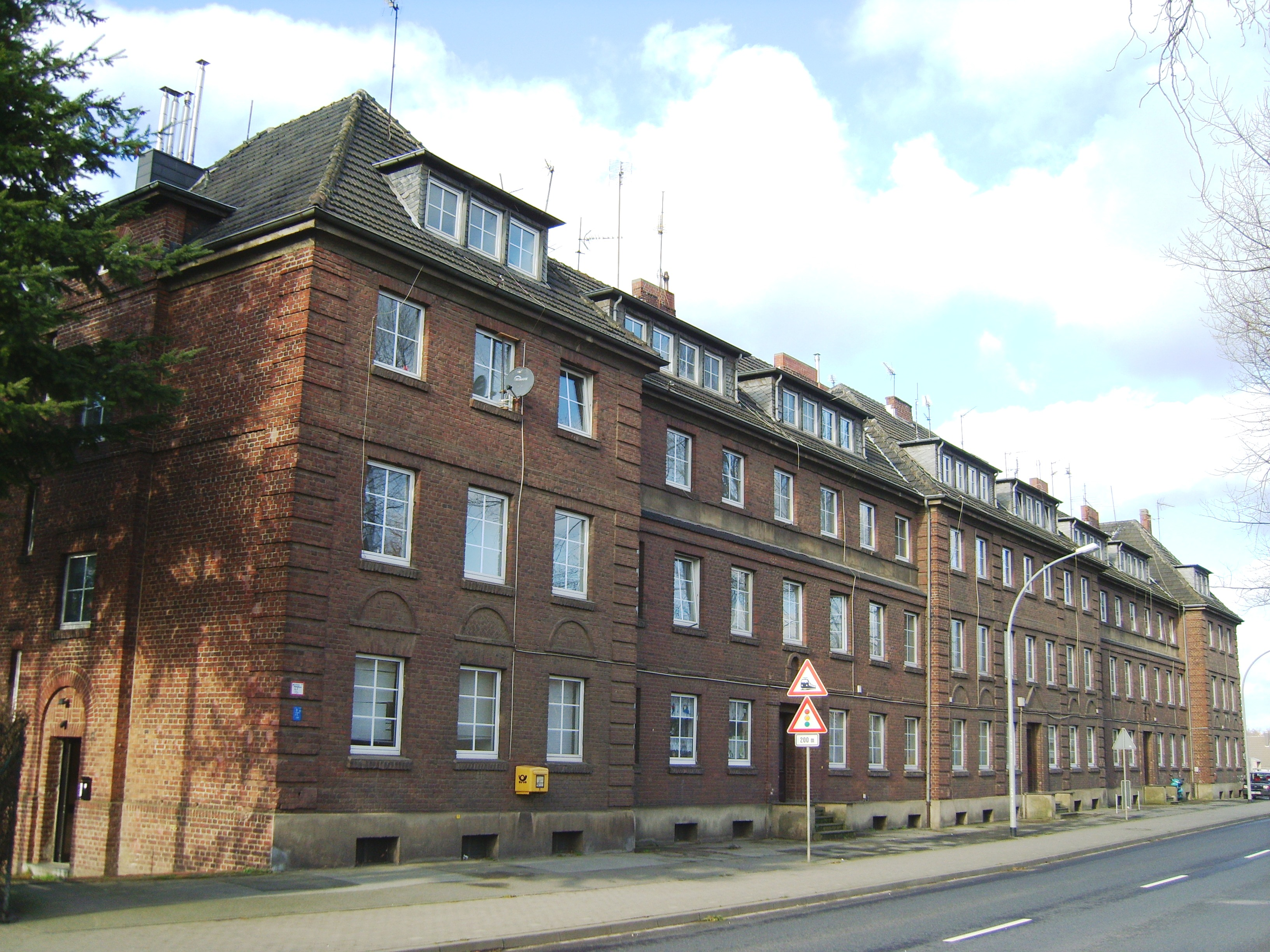
Typischer Wohnblock

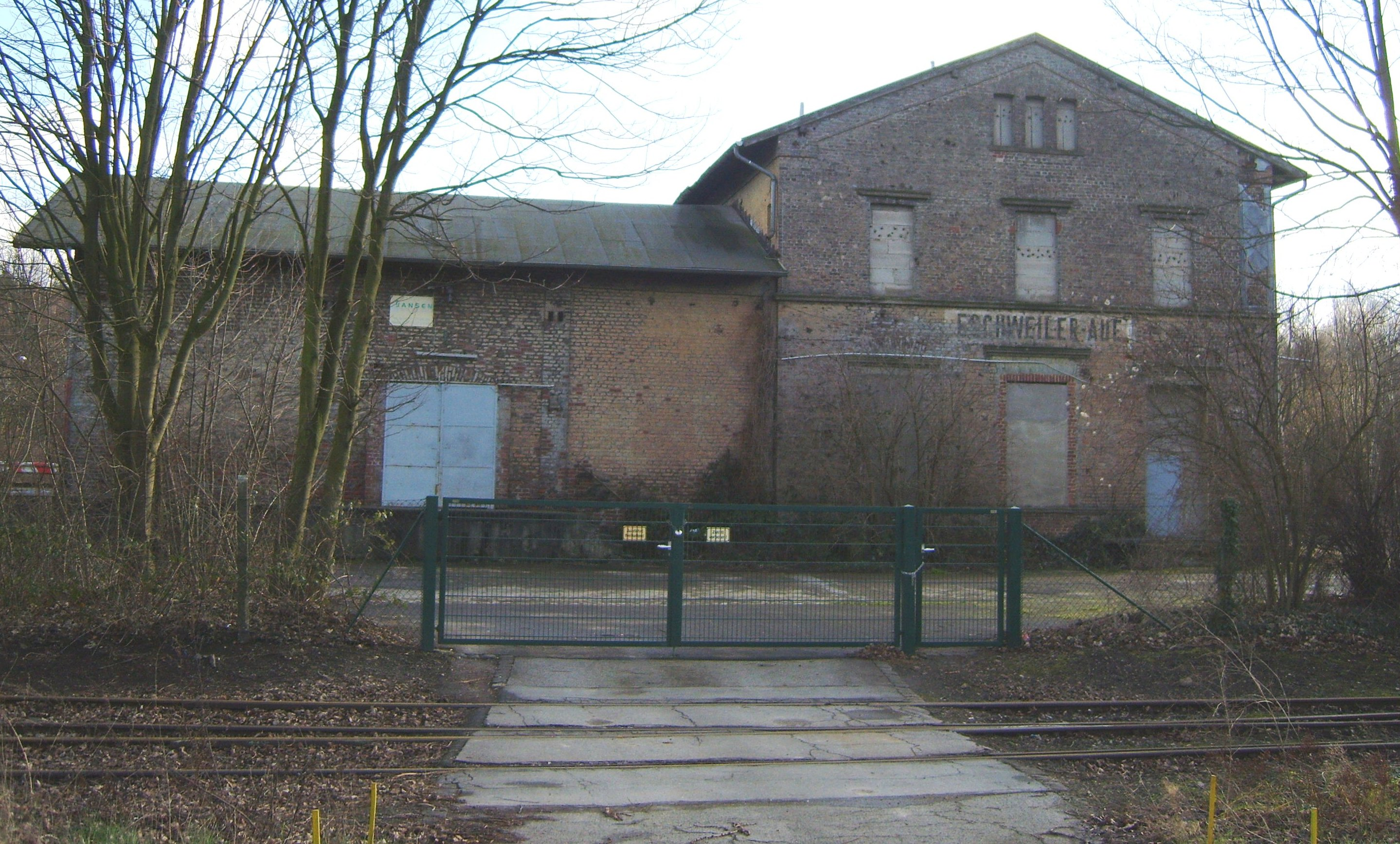
Bahnhof Eschweiler-Aue

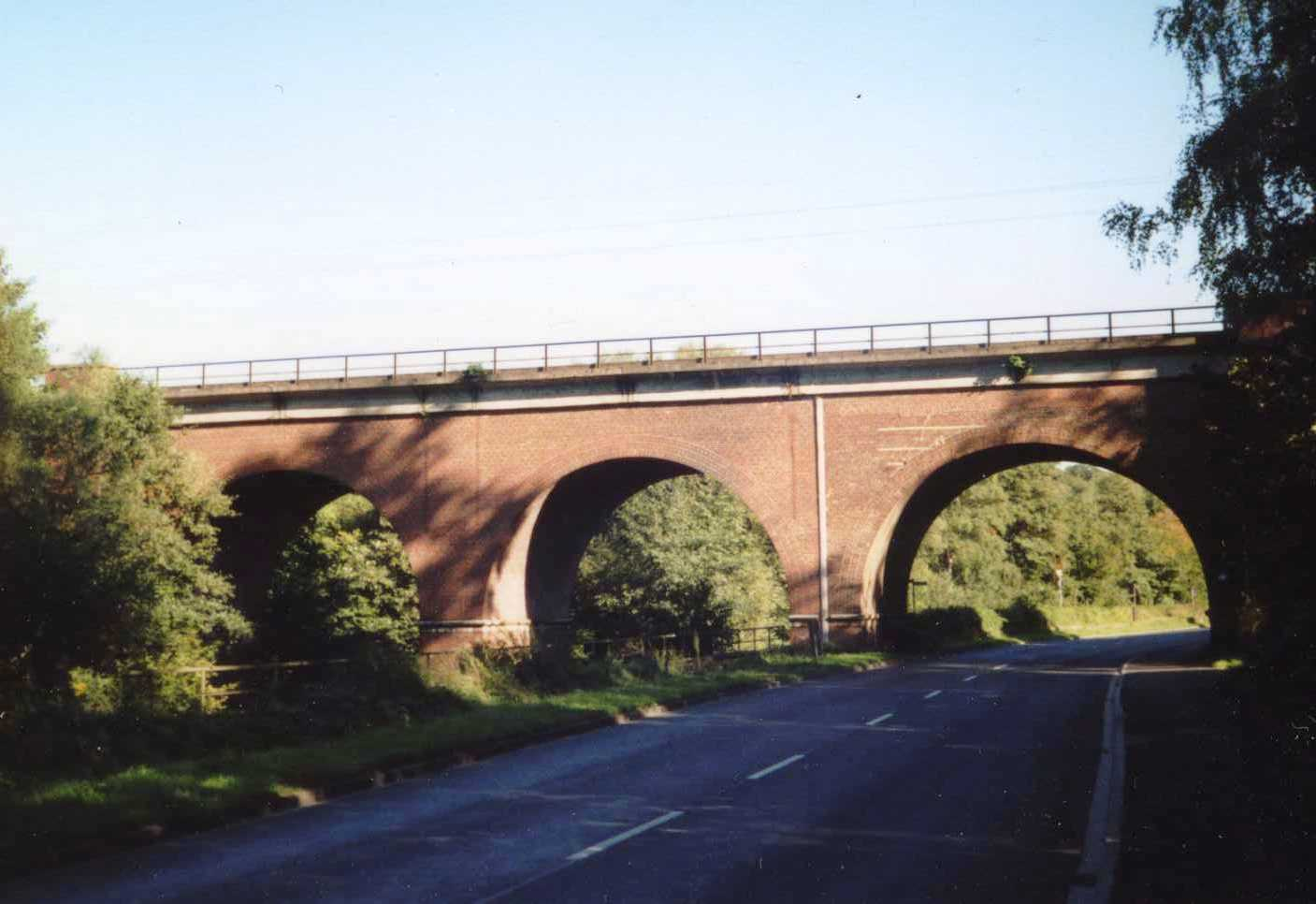
Dreibogenbrücke

Aue (Ausspracheⓘ) oder Eschweiler-Aue ist ein südwestlicher Stadtteil von Eschweiler zwischen Eschweiler-Pumpe und Eschweiler-Röhe im Tal der Inde am Osthang des Propsteier Waldes, charakterisiert durch Industrie und die sich dort kreuzenden zwei Eschweiler Bahnlinien. „Aue“ bezeichnet wasserreiches Wiesengelände, feuchten Boden, ein wasserumflossenes Land, eine Insel oder Halbinsel. Und tatsächlich bildeten Nebenarme der Inde früher Inseln, unter anderem im Bereich Eschweiler Bushof/Langwahn und Patternhof.

## Geschichte

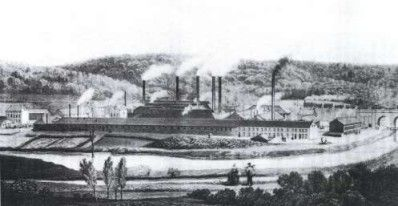
Eschweiler-Aue im 19. Jahrhundert

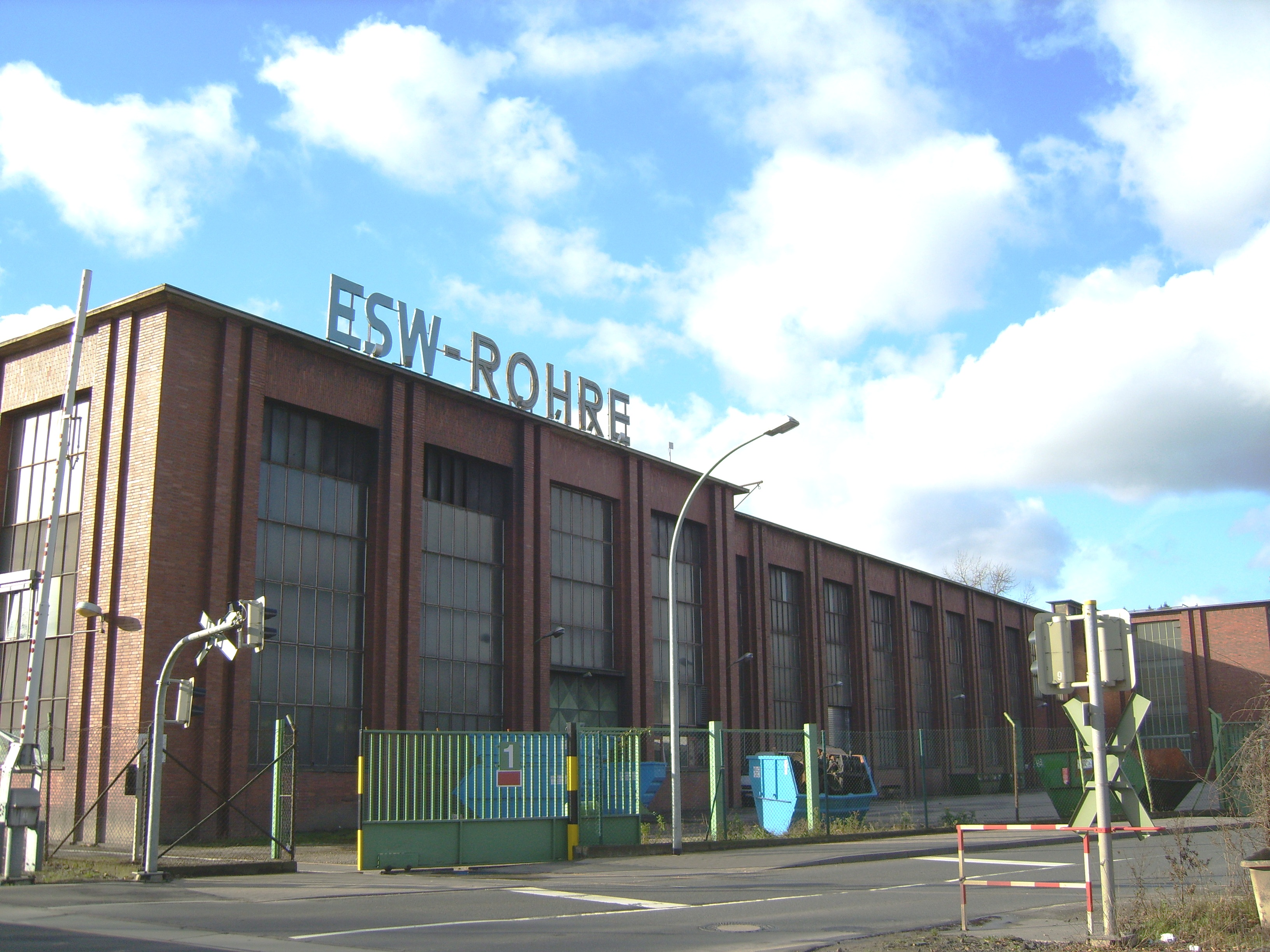
ESW-Rohre-Werk

Die Bezeichnung Aue war in Eschweiler-Pumpe bereits seit der Mitte des 19. Jahrhunderts üblich. Der südliche Teil der Auestraße – im Volksmund als Schweiz bezeichnet – ist älter. Dort waren ehemals Betriebswohnungen der Firma Phönix (von 1830), der Firma Talbot (ab 1913) und des EBV (an 1941). Die Schweiz ist ein landschaftlich schöner Talkessel mit steilen Hängen der Eisenbahnböschung und des angrenzenden Propsteier Waldes. Die beiden Auer Straßen Auestraße und Phönixstraße wurden 1902 aufgrund von Stadtratsbeschlüssen so benannt.
Im Stadtviertel Aue lag die Steinkohlegrube Aue.
1841 gründet die belgische Firma T. Michiels & Cie. von Télémaque Fortuné Michiels auf dem linken Indeufer ein Puddelwerk, welches 1852 in eine Aktiengesellschaft mit Namen Phönix, Anonyme Gesellschaft für Berg- und Hüttenbetriebe und Sitz in Eschweiler-Aue umgewandelt wurde. Zu dieser Zeit war das Werk mit 1.500 Arbeitern der größte Betrieb dieser Art in Eschweiler. 1846 waren im Eisenwalzwerk Eschweiler-Aue rund 800 Arbeiter beschäftigt, und 1850 wurde ein Eisenwalzwerk gegründet, welches ab 1910 zum Eschweiler Bergwerksverein gehören wird.
1864 wurde die Dreibogenbrücke errichtet und im September 1870 die Konzession zum Bau und Betrieb der Strecke Odenkirchen – Eschweiler-Aue erteilt.
Im Januar 1872 erwarb die Firma Englerth & Cünzer die Maschinenfabrik und Eisengießerei von Heinrich Graeser jun., welche ab 1. Juli 1899 wieder abgetrennt und als Eschweiler Maschinenbau AG selbständig wurde. 1883 entwickelte Moritz Honigmann eine feuerlose Natronlokomotive, die auf den von ihm geleitete Königsgrube zwischen Würselen und Aue verkehrte. Im Juli 1908 wurde die Phönix, Anonyme Gesellschaft für Berg- und Hüttenbetriebe stillgelegt, weil im Ruhrgebiet die Produktion inzwischen günstiger war. Das Werksgelände wurde 1909 durch die Aachener Waggonbaufirma J. P. Goosens übernommen. 1913 übernahm die Aachener Waggonfabrik Talbot das Phönix-Werksgelände. Das Werk wurde im Januar 1925 geschlossen.
Im Mai 1933 wurden zwölf Doppelhäuser der neuen Siedlung Aue bezogen, und im Mai 1938 wurde der neue Sportplatz mit Klubheim des FC Rhenania Pumpe auf dem früheren Talbot-Gelände eingeweiht. Im September 1944 wurde die Dreibogenbrücke schwer beschädigt, nach dem Krieg durch eine provisorische Stahlkonstruktion ersetzt und neu errichtet am 31. August 1950 dem Verkehr wieder übergeben.
Im Oktober 1987 wurde die ESW-Röhrenwerk GmbH – früher Teil des EBV – gegründet. Im März 2020 wurden die Röhrenwerke geschlossen und die Produktion eingestellt.
Die ESW Werkslokomotive „Henschel 30866“ konnte von den Eisenbahnfreunden Grenzland museal erhalten werden.

## Verkehr

### Eisenbahn
Am 1. Oktober 1873 wurde der Bahnhof Eschweiler-Aue an der Bahnstrecke Mönchengladbach–Stolberg eröffnet. Mit der zwischenzeitlichen Einstellung des Personenverkehrs zum 30. Mai 1981 wurde er jedoch geschlossen. Nach der Wiederaufnahme regelmäßiger Zugverbindungen durch die Euregiobahn wird der Bahnhof ohne Halt durchfahren. Planungen zu einer Reaktivierung wurden bisher nicht verwirklicht.
Im Zusammenhang mit der Errichtung eines Güterverkehr-Verteilerzentrums in Stolberg wird auch das Bahnhofsgelände der Aue einbezogen. Erste Baumaßnahmen sind bereits erfolgt.

### ÖPNV
Die beiden einzigen Bushaltestellen Auestraße und Werk Aue werden von der Eschweiler Stadtbuslinie EW4 der ASEAG angefahren und verbinden Aue mit Eschweiler-Röhe, Eschweiler Bushof und Eschweiler Hbf.
| Linie | Verlauf                                    |
| ----- | ------------------------------------------ |
| EW4   | Eschweiler Bushof – Röhe – Aue / St. Jöris |

Die Haltestelle Pumpe (Linien 8 und 48) liegt in unmittelbarer Nähe. Bis 1969 wurde Aue durch die ASEAG-Straßenbahnlinie 22 erschlossen.